# 菫 (橘型駆逐艦)
菫（すみれ）は日本海軍の駆逐艦。仮称5520号艦、橘型（改松型）駆逐艦6番艦として横須賀海軍工廠で建造された。
艦名は植物の菫による。艦名としては樅型駆逐艦の18番艦「菫」に続いて2代目。

## 艦歴
竣工後、訓練部隊の第十一水雷戦隊（高間完少将）に編入。二番高角砲に不具合があって修理を受け、瀬戸内海に向かう。やがて、第十一水雷戦隊は瀬戸内海への機雷投下を避けて日本海側に移動することとなる。5月27日に舞鶴に到着するも、舞鶴鎮守府から「空襲の際に刺激となる」との理由で、舞鶴以外の場所へ移動するよう要請を受ける。そこで、6月に入って小浜湾に移動することとなった。7月15日付で特殊警備艦となって舞鶴鎮守府部隊に編入され、7月23日に舞鶴に戻った後は終戦を迎えた。
同年10月5日に除籍され、12月1日には特別輸送艦に指定され、復員輸送に従事。その後、賠償艦として1947年（昭和22年）8月20日に香港でイギリスへ引き渡され、同年にシンガポール沖で標的として処分された。

## 歴代艦長
※『艦長たちの軍艦史』370頁による。

### 艤装員長
1. 高柳親光 少佐 1945年2月10日-

### 駆逐艦長
1. 高柳親光 少佐 1945年3月26日-
2. 若松武次郎 大尉 1945年7月15日-